# Duttaphrynus hololius
Espèce
Synonymes
- Bufo hololius Günther, 1876 "1875"

Statut de conservation UICN

 DD  : Données insuffisantes
Duttaphrynus hololius est une espèce d'amphibiens de la famille des Bufonidae.

## Répartition
Cette espèce est endémique du Sud de l'Inde. Elle se rencontre en Andhra Pradesh et au Kerala au-dessus de 200 m d'altitude dans les Ghâts occidentaux et orientaux.
Sa présence est incertaine au Karnataka et au Tamil Nadu.

## Description
L'holotype de Duttaphrynus hololius mesure 38 mm. Cette espèce a la face dorsale olivâtre marbré de brun. Sa face ventrale est blanchâtre.

## Publication originale
- Günther, 1876 "1875" : Third report on collection of Indian reptiles obtained by British Museum. Proceedings of the Zoological Society of London, vol. 1875, p. 567-577 (texte intégral).